# Культура курганних поховань
Культура курганних поховань — група археологічних культур середнього й пізнього періодів бронзової доби.
Була поширена на великій частини території Центральної й Східної Європи в 1500—1200 рр. до Р. Х.
Представлена могильниками, поселеннями (вивчені слабко), скарбами бронзових речей і злитків.
Виділяються головним чином на основі поховального обряду і ряду типів бронзових предметів, загальних для більшості місцевих субкультур.

## Місцеві варіянти
Розпадається на кілька місцевих культур:
- карпатська культура курганних поховань,
- середньодунайська культура курганних поховань

Їх загальними рисами є:
- звичай насипати кургани,
- подібні форми бронзових виробів,
- у господарстві — ріст значення скотарства.

## Поховання
Могильники звичайно складаються з декількох десятків поховань (трупоположення, іноді трупоспалення в цисті під круглим насипом).
Кремація, що спочатку зустрічалася рідко, здобувала дедалі більше значення, на пізньому етапі вона домінує. 

## Старожитності
Бронзові вироби, що зустрічаються в могилах і скарбах, дуже різноманітні. 
В інвентарі виділяються пальштаби, сокири, мечі (руків'я із закраїнами або суцільнометалеві) кинджали, наконечники списів і серпи. 
Типовими прикрасами є довгі бронзові шпильки різних форм, спіральні наручі, диски із тисненням, браслети й бронзові підвіски, зброя й знаряддя праці, кераміка з різьбленим і штампованим орнаментом, іноді зустрічаються бурштинові пластини.

## Доля культури
Центром культури курганних поховань були Баварія, Вюртемберг і область, колись зайнята унетицькою культурою, поступово вона поширилася в Північну Німеччину й на захід до Ельзасу. Просування бронзових виробів косидерського обрію на південний схід принесло елементи даної культури в Угорщину, Румунію і Югославію. 
Поява культури полів поховальних урн знаменує кінець культури курганних поховань і средньобронзової доби в цілому.
Етнічно відносять до пращурів кельтів.